# Eragrostis vallsiana
Eragrostis vallsiana är en gräsart som beskrevs av Boechat och Longhi-wagner. Eragrostis vallsiana ingår i släktet kärleksgrässläktet, och familjen gräs. Inga underarter finns listade i Catalogue of Life.